# Castillo de Mota del Marqués
El castillo de Mota del Marqués se sitúa en Mota del Marqués, provincia de Valladolid, Castilla y León, España.

## Historia

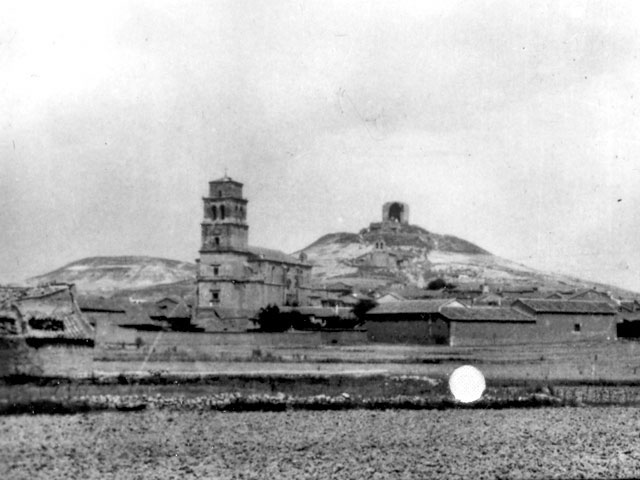
Imagen antigua de la localidad con los restos del castillo en lo alto de la colina.

Fue construido en el siglo XIII, durante el reinado de Alfonso X el Sabio, en el montículo que domina la población. Perteneció a la Orden Teutónica y fue atacado en la Rebelión de los Comuneros en 1520 y más tarde, en 1810 durante la Guerra de la Independencia Española por los franceses. Desde entonces, apenas se conserva la torre del homenaje.  En la actualidad es propiedad de la familia Hormias antiguos residentes de la localidad.

## Conservación

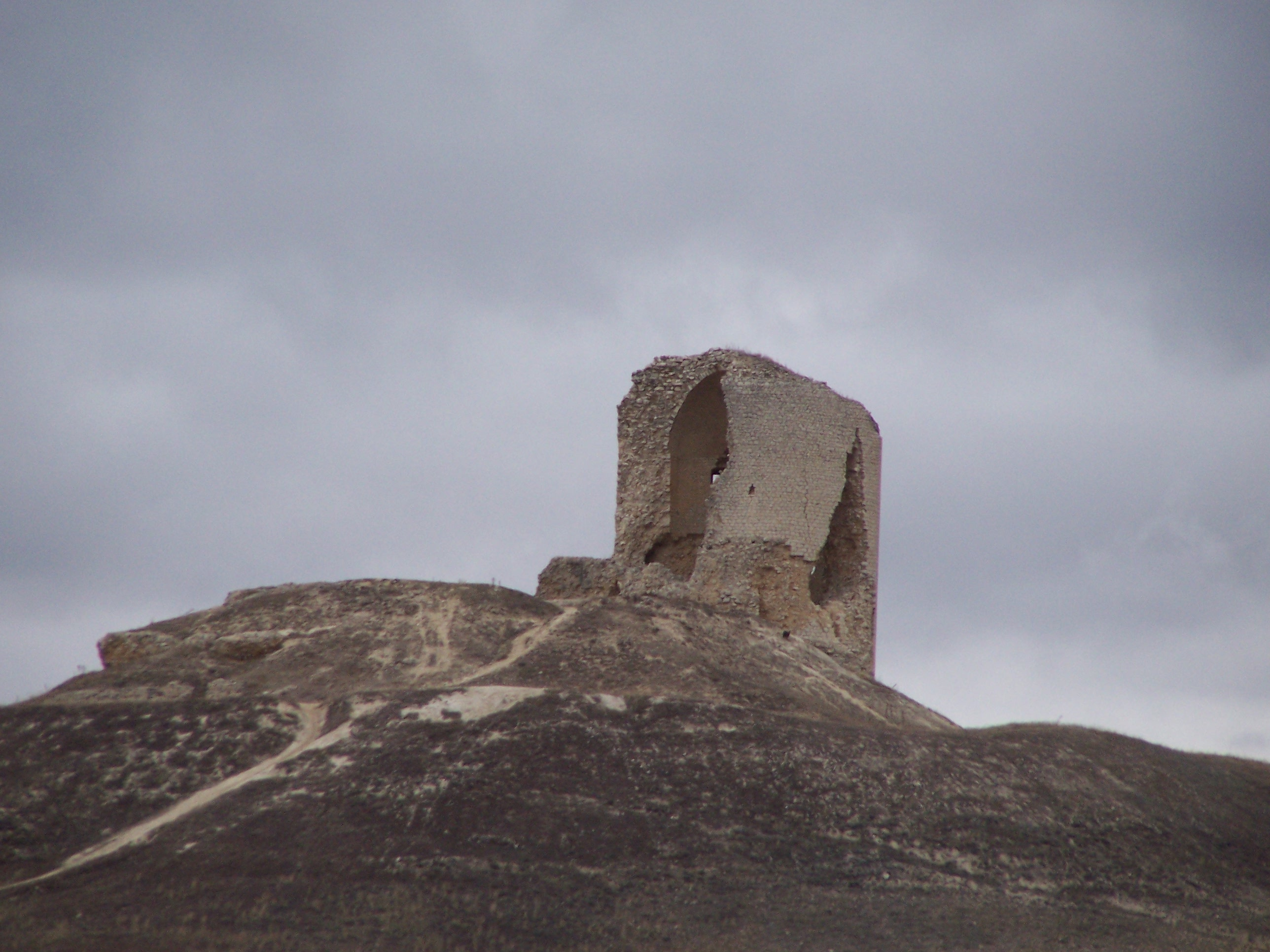
Los restos del castillo en el año 2008.

Su estado ruinoso alcanzó un punto crítico en julio de 2010, cuando la Junta de Castilla y León se vio obligada a acometer obras de urgencia para evitar su derrumbe completo.
Aun así la torre continua en un estado lamentable, rodeada de algunos andamios descuidados y todo su entorno deteriorado (focos rotos, los propios andamios), sin que se haya producido una auténtica restauración o consolidación como se pretende, estando la estructura abovedada y en sí la propia torre al borde del colapso. En 2021 volvió a estar en riesgo de derrumbe.